# عمرو بن عوف الأنصاري
أبو عمرو عمرو بن عوف الأنصاري، ويعرف أيضاً باسم عمير، هو صحابي من المهاجرين وُلد في مكة، وشهد غزوة بدر وأحد والخندق وجميع الغزوات مع الرسول محمد. كان حليفاً لقبيلة بني عامر بن لؤي، وكان مولى الصحابي سهيل بن عمرو. سكن المدينة المنورة بعد الهجرة ونزل عند الأنصاريّ كُلثوم بن الهِدْم. روى عنه المسور بن مخرمة حديثاً واحداً أن الرسول محمداً أخذ الجزية من مجوس البحرين. توفي في المدينة أثناء خلافة عُمَر بن الخطّاب دون أن يُنجب أبناءً، وصلّى عليه عُمَر.